# Gloria Torner
Gloria García Torner (Arija, Burgos, 1934) es una pintora española.

## Biografía
Tras quedar huérfana de padre durante la guerra civil, ella y su madre se trasladaron a Santander. En 1959 ingresó en la Academia de Bellas Artes de San Fernando en Madrid, siendo alumna de Josep Manaut Viglietti, discípulo de Joaquín Sorolla, acabando sus estudios en 1966.
El 23 de febrero de 2019 recibió la Medalla de Plata de Santander en «reconocimiento a la calidad de su trabajo, lo que le ha llevado a ser reconocida como una de las pintoras con mayor proyección nacional e internacional que ha dado el arte cántabro en el último medio siglo».

## Obra
El estilo de su obra comienza siendo academista para ir avanzando hacia un estilo cubista utilizando la técnica de la veladura. Su pintura refleja en numerosas ocasiones el mar, los barcos, peces, pájaros y bodegones. Además de pintura, ha realizado obras murales y ha trabajado la cerámica.
La obra de Gloria Torner está muy ligada a la literatura y la música, de hecho, poetas como Gerardo Diego y José Hierro le dedicaron los poemas Balcón de Miranda y Fábula sobre la bahía de Santander, respectivamente. Llega hasta tal punto la importancia de su obra y la consagración de su pintura, con la plasmación de la bahía de Santander como protagonista, que algunas personas expertas y críticas de arte se refieren a ese espacio natural como «la bahía de Gloria Torner».
Torner es considerada clave en la historia de Cantabria y de España de finales del siglo XX y principios del XXI, una época en la que luchó por ser artista a pesar de las dificultades encontradas por ser mujer.

## Premios y reconocimientos
- 2016: hija predilecta de Arija.
- 2019: Medalla de Plata de Santander.
- 2021: Año Cultural Gloria Torner.[7] Durante el año, su obra recorrió Cantabria en cinco exposiciones que mostraban su producción pictórica, como parte de la iniciativa que el Gobierno autonómico puso en marcha en 2020 para reconocer a las personas creadoras de la comunidad.[8]